# Sreser
Sreser falu Horvátországban, Dubrovnik-Neretva megyében. Közigazgatásilag Janjinához tartozik.

## Fekvése
Makarskától légvonalban 51 km-re délkeletre, Dubrovnik városától légvonalban 62, közúton 84 km-re északnyugatra, községközpontjától 3 km-re északra, a Pelješac-félsziget középső részén, az északi parton fekszik.

## Története
A régészeti leletek tanúsága szerint Sreser területén már az ókorban is éltek emberek. Az itt élt első ismert nép az illírek voltak, akik magaslatokon épített erődített településeken éltek és kövekből rakott halomsírokba temetkeztek. Több halomsírjuk is található a község területén, köztük Sreser területén is. Az egyik településük a Mala Stražica nevű magaslaton állt, az emberi jelenlétet pedig a hozzá közeli halomsírok igazolják. Az illírek i. e. 30-ig uralták a térséget, amikor Octavianus hadai végső győzelmet arattak felettük. A római légionáriusok a félsziget több pontján letelepedtek magukkal hozva kultúrájukat, életmódjukat, szokásaikat. A római villagazdaságokban nagy mennyiségű gabonát, olívaolajat, bort, sózott halat és más élelmiszert állítottak elő, melyekkel élénk kereskedelmet folytattak. Ezek a tágas, kényelmesen berendezett épületek központi fűtéssel, díszes mozaikpadlóval, luxustárgyakkal rendelkeztek. Római villagazdaság maradványai találhatók a Sreser határában fekvő Ratnál is, ahol szintén előkerültek a mozaikpadló és a fürdő maradványai. A Kisboldogasszony templomnál fekvő temető bővítésekor római katonák sírjait találták. A Római Birodalom bukása után Dalmácia a gótok, majd a Bizánci Birodalom uralma alá került.
A horvátok ősei a 7. században érkeztek erre a vidékre. Az egyházi iratokban már 877-ben említik a stoni püspökséget, melyhez ez a terület is tartozott. Ekkoriban a Pelješac-félsziget Zahumlje területének részeként a tengerparti Horvát Fejedelemség része volt. A stoni püspökséget 925-ben a spliti horvát egyházi zsinat alkalmával is említik. A 12. században a Zahumlje térségének zavaros történeti időszakában a félsziget a raškai uralkodók uralma alá került. 1180-ban a katolikusok esküdt ellensége Nemanja István szerb fejedelem testvére Miroszláv herceg lett az ura. Nehéz időket élt át a katolikus egyház és benne a stoni püspökség. Miroszláv elkergette Donát püspököt is, aki 1211-ben száműzetésben a lokrumi bencés kolostorban halt meg. A püspök távollétében akadálytalanul kezdődhetett meg a pravoszláv hit terjesztése, Miroszláv utóda Péter idejében pedig teret nyert a bogumilizmus is. A katolikusok csak jelentéktelen kisebbséget alkottak.
A 14. század-ban a Pelješac-félsziget a Raguzai Köztársaság része lett, mely 1333-ban vásárolta meg Kotromanić István bosnyák bántól. Ezután egészen a  18. század végéig a Raguzai Köztársasághoz tartozott. A köztársaságot képviselő kapitányok kezdetben Trstenicáról igazgatták, majd  1465-ben a szomszédos Janjinán is létesült kapitányság. A gyakori támadások és járványok következtében megritkult népességet a köztársaság a 15. század második felében a török hódítás elől Boszniából és Hercegovinából érkező menekültekkel igyekezett pótolni. Ezek a menekültek azonban bosszúból többnyire az uszkókokhoz csatlakoztak gyakran támadva a Neretva völgyét elfoglaló törököket. Egészen a 16. század végéig tartott az újonnan érkezettek integrálódása a helyi lakosságba és a kapcsolatok megszakadása a neretvamenti területekkel.
1806-ban a térség a Raguzai Köztársaságot legyőző franciák uralma alá került, de Napóleon bukása után 1815-ben a berlini kongresszus a Habsburgoknak ítélte. 1857-ben 228, 1910-ben ugyancsak 228 lakosa volt. A 20. század elején megkezdődött a lakosság kivándorlása Észak-Amerikába és Dél-Amerikába. 1918-ban az új szerb-horvát-szlovén állam, majd később Jugoszlávia része lett. A II. világháború után a lakosság nagymértékű kivándorlása indult meg, ennek következtében a népesség száma folyamatosan csökkent. 1991-től a független Horvátországhoz tartozik. 1997-ben leválasztották Ston községről és az 1997. május 13-án megalakult Janjina község része lett. 2011-ben a településnek 192 lakosa volt.

## Népesség

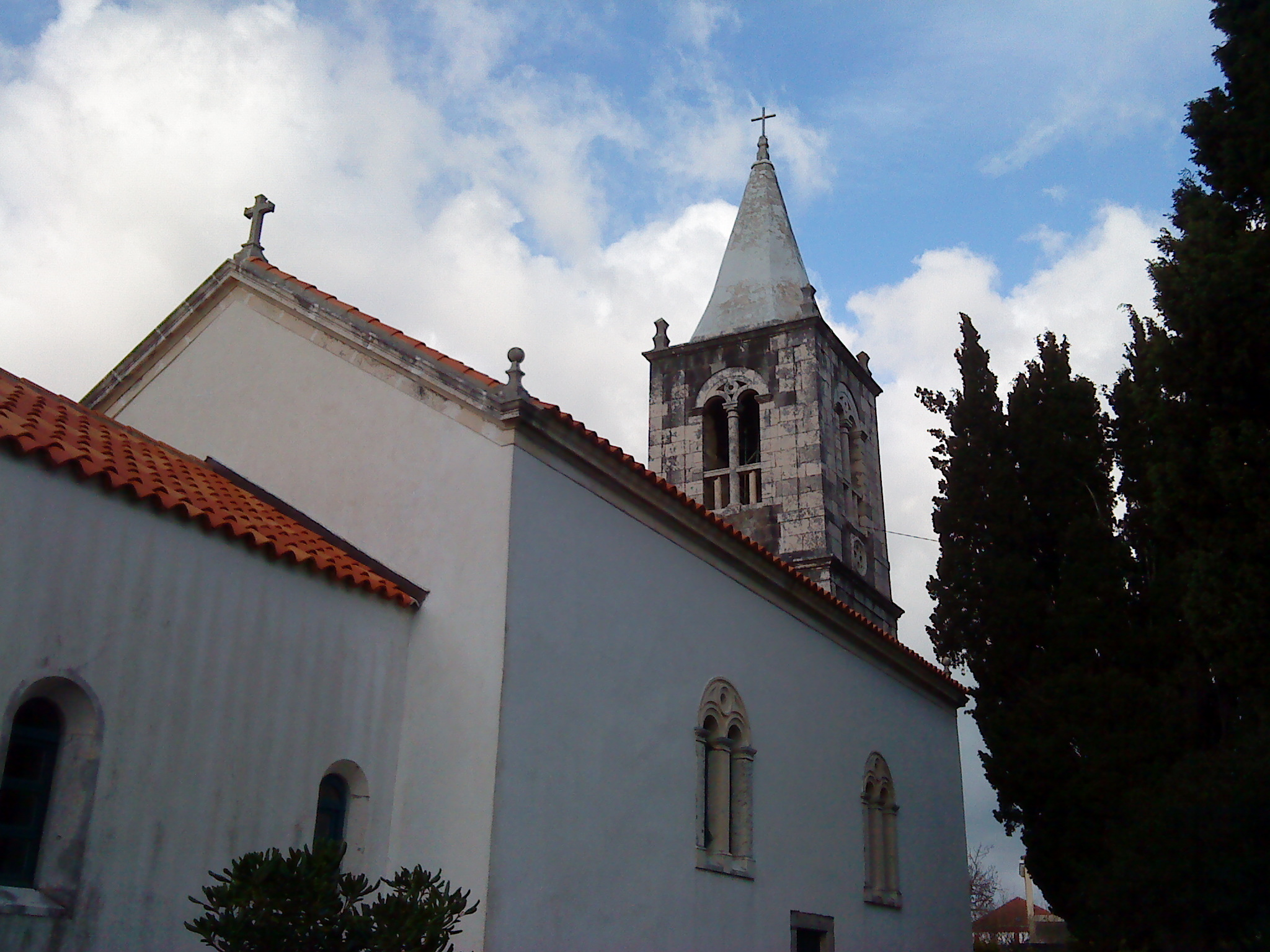
A Kisboldogasszony templom

| Lakosság változása | Lakosság változása | Lakosság változása | Lakosság változása | Lakosság változása | Lakosság változása | Lakosság változása | Lakosság változása | Lakosság változása | Lakosság változása | Lakosság változása | Lakosság változása | Lakosság változása | Lakosság változása | Lakosság változása | Lakosság változása |
| ------------------ | ------------------ | ------------------ | ------------------ | ------------------ | ------------------ | ------------------ | ------------------ | ------------------ | ------------------ | ------------------ | ------------------ | ------------------ | ------------------ | ------------------ | ------------------ |
| 1857               | 1869               | 1880               | 1890               | 1900               | 1910               | 1921               | 1931               | 1948               | 1953               | 1961               | 1971               | 1981               | 1991               | 2001               | 2011               |
| 228                | 218                | 253                | 237                | 268                | 228                | 202                | 184                | 141                | 132                | 123                | 113                | 74                 | 71                 | 196                | 192                |

## Nevezetességei
- A Kisboldogasszony tiszteletére szentelt templomát 1767-ben építették a régi templom helyére. A régi templom első említése 1617-ben történt. A templom körül ősi temető található, ahonnan római kori katonasírok is kerültek elő.
- A Mala Stražica nevű magaslaton illír erődített település és halomsírok maradványai találhatók.
- Farleta erődjének maradványai.

## Gazdaság
A lakosság fő bevételi forrása a turizmus, a halászat és a mezőgazdaság.

## Galéria
- Kikötői kép
- Utcarészlet
- A templom bejárati kapuja a part közelében